# Atella columbina
Atella columbina är en fjärilsart som beskrevs av Pieter Cramer 1782. Atella columbina ingår i släktet Atella och familjen praktfjärilar. Inga underarter finns listade i Catalogue of Life.